# Maryland Cycling Classic
A Maryland Cycling Classic é uma corrida profissional de ciclismo de um dia que se disputa nos Estados Unidos, no estado de Maryland, desde o ano de 2022.
Desde sua criação, a corrida faz parte do UCI ProSeries na categoria 1.Pro. Inicialmente previsto para 2020, sua primeira edição é adiada em duas ocasiões devido à pandemia de COVID-19, não se realizando até 2022.

## Palmarés
| Ano  | Vencedor          | Segundo           | Terceiro        |           |
| ---- | ----------------- | ----------------- | --------------- | --------- |
| 2022 | Sep Vanmarcke     | Nickolas Zukowsky | Neilson Powless |           |
| 2023 | Mattias Skjelmose | Neilson Powless   | Hugo Houle      |           |
| 2024 | cancelado         | cancelado         | cancelado       | cancelado |

## Palmarés por países
| País      | Vitórias |
| --------- | -------- |
| Bélgica   | 1        |
| Dinamarca | 1        |